# Calyptronema maxweberi
Calyptronema maxweberi is een rondwormensoort uit de familie van de Enchelidiidae. De wetenschappelijke naam van de soort is voor het eerst geldig gepubliceerd in 1922 door de Man.